# Dolphi Drimer
Dolphi Drimer (n. 16 noiembrie 1934, Iași – d. 1 iunie 2014, București) a fost un inginer și profesor universitar român. De asemenea, a fost maestru internațional de șah.

## Biografie
Dolphi Drimer era de origine evreiască.
A absolvit în 1956 Institutul Politehnic București, devenind inginer mecanic, iar din 1966 inginer economist. Din 1969, este doctor în științe inginerești, domeniul: metalurgie fizică. Între 1956-1960 a fost cercetător științific la Academia Română (Centrul de Cercetări Metalurgice). Între 1960-1968 a fost inginer la Întreprinderea „Electronica”, iar între 1964-1968 inginer proiectant la Institutul de Proiectări „Automatica”. Între 1968-1971 a fost conferențiar, profesor și șef de catedră (Tehnologia materialelor de sudură) la Institutul Politehnic București. Din 1990 este rector al Universității Ecologice din București.
Membru al Societății Inginerilor Mecanici din S.U.A., al Societății pentru Metale și al Academiei pentru materiale din S.U.A., al Societății Inginerilor Sudori din S.U.A., al Institutului Internațional de Marketing etc. Este coautor a 18 volume, autor a peste 300 de articole și comunicări, a 60 de contracte de cercetare științifică, a 8 invenții.
Timp de 25 de ani Dolphi Drimer a fost membru al echipei naționale de șah, membru al echipei olimpice de șah, participant la patru Olimpiade, fiind maestru internațional de șah.
Profesorul Dolphi Drimer a încetat din viață la data de 1 iunie 2014.